# Мала Босна
Мала Босна (серб. Мала Босна) — село в Сербії, належить до общини Суботиця Північно-Бацького округу в багатоетнічному, автономному краю Воєводина.

## Населення
Населення села становить 8266 осіб (2002, перепис), з них:
- хорвати — 621 — 49,87%;
- бунєвці — 283 — 22,73%;
- мадяри — 92 — 7,38%;
- югослави — 69 — 5,54%;
- мусульмани ймовірно боснійці — 69 — 5,54%;

Решту жителів  — з різних етносів, зокрема: чорногорці, румуни, німці і з кілька русинів-українців.